# Tentsuyu
Tentsuyu (てんつゆ/天汁?) es una salsa para mojar tempura japonesa.
Su receta depende de la estación del año y los ingredientes para los que se prepare. Una salsa tentsuyu general y multipropósito puede consistir en tres partes de dashi, una parte de mirin y otra de salsa de soja. Sin embargo, para ingredientes con olores o sabores fuertes pueden usarse sake y azúcar en lugar de mirin, o también usarse más o menos salsa de soja. Cuando se usa para la tempura, la salsa tentsuyu suele servirse con daikon rallado.
Ingredientes parecidos se emplean para la salsa para mojar donburi y para el caldo de platos como el agedashi tofu (tofu frito en caldo) y los soba (fideos de alforfón).
La salsa tentsuyu se vende habitualmente concentrada en botellitas en supermercados y tiendas de alimentación de todo Japón, así como en locales de productos asiáticos de otros países.